# 文聖里 (新北市板橋區)
25°01′44″N 121°28′44″E / 25.0289019°N 121.4788238°E
文聖里為台灣新北市板橋區轄下之一里，面積約0.0569平方公里。昔時江子翠地區，因臨文聖街，故名。本里於民國83年（1994年）由嵐翠里分出。